# Едмънтън
 Тази статия е за града в Канада.  За лондонския квартал вижте Едмънтън (Лондон).  
Едмънтън (на английски: Edmonton) е град в Канада, административен център на провинция Алберта. Има 932 546 жители (по данни от 2016 г.)

## История
Форт Едмънтън е основан на северния бряг на реката като търговски пост от „Хъдсън Бей Къмпани“ през 1795 г. Наречен е на едноименния квартал в Лондон – родно място на управителя на компанията. В края на 19 век плодородните почви в околността привличат множество заселници.
Обявен е за град през 1904 г., тогава с население от 8350 души. Година по-късно става столица на провинция Алберта. През 1905 г. до Едмънтън достига железницата и ускорява развитието му.

## География
Разположен е на река Норт Саскачеван. Градът е 2-ри по население в провинцията след Калгари с около 730 372 жители (2006).

## Икономика
Едмънтън е водещ център на нефтената и газовата промишленост на Канада. Силно развити са и високите технологии с водещи компютърни и телекомуникационни компании.
В града се намира най-големият мол в Северна Америка West Edmonton Mall, който е бил най-големият в света до 2004 г. В него има изкуствено море и ледена пързалка, голяма колкото стадион. Има и щанд с истински розови фламинга.

## Спорт
Градът е дом на много успешни професионални отбори, което му спечелва прякора „Градът на шампионите“. Тук играе отборът на „Едмънтън Ойлърс“ – 5-кратен шампион на Националната хокейна лига и абсолютен хегемон в лигата през 1980-те години. Другият професионален отбор, който носи много слава на града, е „Едмънтън Ескимос“, който печели шампионската титла по американски футбол на Канадската футболна лига рекордните 13 пъти.
Едмънтън е домакин на Универсиадата през 1983 г. и на Световното първенство по лека атлетика през 2001 г.

## Личности
Родени в Едмънтън
- - Гордън Диксън (1923 – 2001), писател
  - Майкъл Джей Фокс (р. 1961), актьор
  - Дрю Карпишин (р. 1971), писател и сценарист
  - Скот Нидермайер (р. 1973), хокеист
  - Марк Миър, актьор, сценарист и импровизатор

Други личности, свързани с Едмънтън
- - Маргарет Атууд (р. 1939), писателка, преподава в града през 1969 – 1979 г.

## Побратимени градове
- Гатино, Канада (1967)
- Харбин, Китай (1985)
- Нашвил, САЩ (1990)
- Вонджу, Южна Корея (1998)
- Берген оп Зоом, Нидерландия (2013)